# القوات الاستعمارية لأستراليا

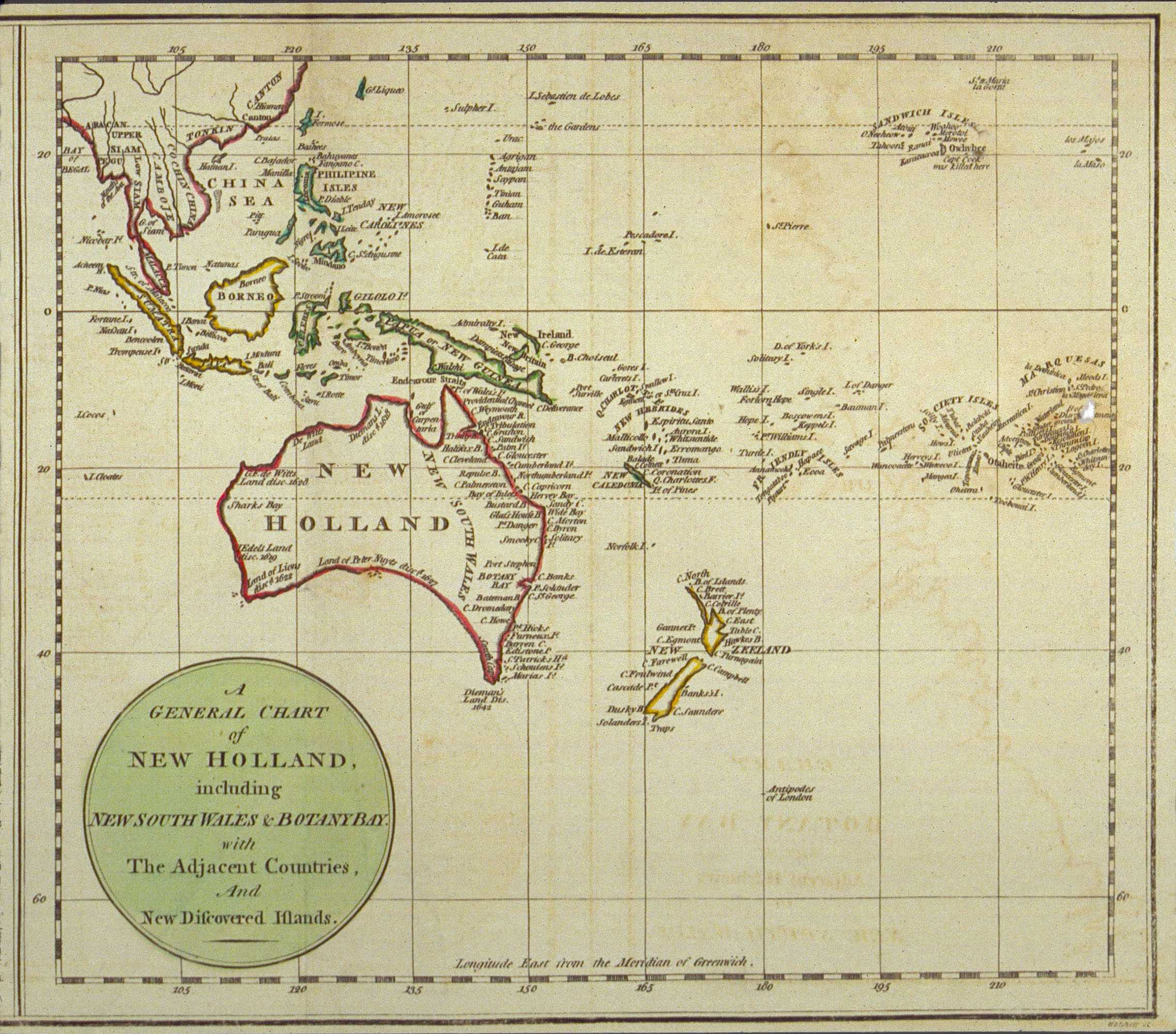
خريطة توضح هولندا الجديدة متضمنة نيوساوث ويلز وخليج بوتاني والدول المجاورة والأراضي المكتشفة حديثا. (لندن، نوفمبر 1786).

كانت كل من المستعمرات الست في أستراليا مسؤولة عن الدفاع عن نفسها، حتى أصبحت أستراليا اتحادًا في عام 1901. ومنذ عام 1788 حتى عام 1870 كان الدفاع عن المستعمرات مهمة القوات النظامية البريطانية. إجمالًا، خدم 24 فوج مشاة بريطاني في المستعمرات الأسترالية. ونالت كل من المستعمرات الأسترالية حكومة مسؤولة بين عامي 1855 و1890، بينما احتفظ المكتب الاستعماري في لندن بالسيطرة على بعض الشؤون، وكانت المستعمرات ما تزال ضمن الإمبراطورية البريطانية، وطالب حكام المستعمرات الأسترالية بتأسيس ميليشيات استعمارية خاصة بهم. وللقيام بذلك، كان للحكام الاستعماريين سلطة من التاج البريطاني لجمع القوات العسكرية والبحرية. في البداية كانت هذه المليشيات لدعم القوات البريطانية النظامية، لكن الدعم العسكري البريطاني للمستعمرات انتهى في عام 1870، وتولت المستعمرات الدفاع عن نفسها. حافظت المستعمرات المنفصلة على سيطرتها على قوات الميليشيات والقوات البحرية الخاصة بها حتى 1 مارس من عام 1901، حين دُمجت جميع القوات الاستعمارية في قوات الكومنولث بعد إنشاء كومنولث أستراليا. شهدت القوات الاستعمارية، بما في ذلك الوحدات التي تأسست داخليًا، نشاطًا في العديد من صراعات الإمبراطورية البريطانية خلال القرن التاسع عشر. وشارك أعضاء من الأفواج البريطانية المتمركزة في أستراليا في الأعمال العسكرية في الهند وأفغانستان وحروب نيوزيلندا ونزاع السودان وحرب البوير في جنوب أفريقيا.
على الرغم من السمعة غير الصحيحة حول عدم تنظيم القوات الاستعمارية، إلا أن العديد من الوحدات التي أسست محليًا كانت منظمة للغاية ومنضبطة ومهنية ومدربة جيدًا. وفي معظم الأوقات منذ الاستيطان حتى الاتحاد، كانت الدفاعات العسكرية في أستراليا تدور حول دفاع ثابت بواسطة قوات المشاة والمدفعية مشتركة، على أساس الحصون الساحلية المحصنة؛ ومع ذلك، في تسعينيات القرن التاسع عشر، تحسنت اتصالات السكك الحديدية بين جميع مستعمرات البر الرئيسي الشرقي (كوينزلاند ونيوساوث ويلز وفيكتوريا وجنوب أستراليا)، بقيادة اللواء بيفان إدواردز، الذي أكمل حينها مسحًا للقوات العسكرية الاستعمارية، ليعلن اعتقاده أنه يمكن الدفاع عن المستعمرات من خلال التعبئة السريعة للألوية النظامية. ودعا إلى إعادة هيكلة الدفاعات الاستعمارية، وإبرام اتفاقيات دفاعية بين المستعمرات. مثلما دعا إلى وحدات محترفة لتحل محل جميع القوات التطوعية.
بحلول عام 1901، توحدت المستعمرات الأسترالية وانضمت معًا رسميًا لتصبح كومنولث أستراليا، وتولت الحكومة الفيدرالية جميع المسؤوليات الدفاعية. نشأ اتحاد أستراليا في 1 يناير عام 1901 واعتبارًا من ذلك الوقت نص دستور أستراليا على أن جميع المسؤوليات الدفاعية منوطة بحكومة الكومنولث. وكان تنسيق الجهود الدفاعية على مستوى أستراليا في مواجهة المصالح الإمبراطورية الألمانية في المحيط الهادئ أحد الأسباب الرئيسية للاتحاد، ولذا كان أحد القرارات الأولى التي اتخذتها حكومة الكومنولث المشكلة حينها إنشاء وزارة الدفاع التي ظهرت في 1 مارس عام 1901. ثم أصبح الجيش الأسترالي تحت قيادة اللواء السير إدوارد هوتون، ونقلت جميع القوات الاستعمارية، بما في ذلك القوات الموجودة في الخدمة الفعلية في جنوب أفريقيا، إلى الجيش الأسترالي.

## الخلفية
كانت بريطانيا العظمى قد طالبت بأستراليا رسميًا لأول مرة في 22 أغسطس عام 1770 من قبل جيمس كوك من البحرية الملكية، ولكن لم تستوطنها حتى 26 يناير عام 1788 مع وصول الأسطول الأول. بعد إحباطهم في عام 1783 من فقدان مستعمراتهم الأمريكية عند التوقيع على معاهدة باريس التي أنهت الحرب الثورية الأمريكية رسميًا، سعى البريطانيون إلى وجهة جديدة لنقل المدانين. حيث وصل الأسطول، المكون من 11 سفينة، إلى أستراليا مع ما يزيد قليلًا عن 1100 شخص، منهم نحو 750 مدانًا تحت حراسة مشاة البحرية، لإنشاء مستعمرة مع عمال مدانين في ميناء جاكسون.
في البداية كانت المستعمرة تُدار كسجن مفتوح تحت حكم النقيب البحري الملكي آرثر فيليب. وفي وقت لاحق، مع جذب المزيد من المستوطنين الأحرار إلى أستراليا وتوقف النقل في منتصف القرن التاسع عشر، تغيرت طبيعة المستعمرات حيث بدأت أستراليا بالظهور كمجتمع حديث قائم على الاكتفاء الذاتي وبعد خمسينيات القرن التاسع عشر مُنحت المستعمرات تدريجيًا حكومة مسؤولة، ما سمح لها بإدارة معظم شؤونها الخاصة بينما بقوا جزءًا من الإمبراطورية البريطانية. ومع ذلك، احتفظ مكتب الاستعمار في لندن بالسيطرة على بعض الأمور، بما في ذلك الشؤون الخارجية والدفاع. حتى سبعينيات القرن التاسع عشر عندما انسحبت آخر القوات الإمبراطورية، كانت القوات النظامية البريطانية تحمي المستعمرات باستمرار. وأثناء تواجدها في أستراليا، تناوبت معظم الأفواج على المهام في المستعمرات المختلفة، وغالبًا ما كان لديها مفارز موجودة في مواقع متنوعة جغرافيًا في نفس الوقت.

## الحامية البريطانية
رافقت الأسطول الأول إلى ميناء جاكسون ثلاث سرايا من مشاة البحرية بلغ مجموع أفرادها 212 رجلًا تحت قيادة الرائد روبرت روس، لحراسة المستعمرة الوليدة في سيدني ومستعمرة جزيرة نورفولك، التي تأسست في 6 مارس عام 1788 لتوفير قاعدة غذائية والتحقق من إمداد الصواري وقماش الكتان للبحرية الملكية. في عام 1790 وصل الأسطول الثاني، وشعر مشاة البحرية بالراحة مع إنشاء قوة جديدة خصيصًا للخدمة في مستعمرة نيوساوث ويلز. بلغ عدد الفيلق نحو 550 رجلًا وسمي بفيلق نيوساوث ويلز. وصلت المجموعة الأولى المكونة من 183 رجلًا، بقيادة الرائد فرانسيس غروس، إلى نيوساوث ويلز في يونيو عام 1790. ووسعت القوة لاحقًا بضم وحدات أخرى من بريطانيا بالإضافة إلى المستوطنين الأحرار والمحكومين السابقين ومشاة البحرية الذين جرى تسريحهم في المستعمرة. خلال منتصف تسعينيات القرن التاسع عشر، شارك فيلق نيوساوث ويلز في «حرب مفتوحة» على طول نهر هوكسبيري ضد شعب داروك. وبين عامي 1786 و 1792، جرى إنشاء وحدة تطوعية مخصصة تُعرف باسم سلاح مشاة البحرية في نيوساوث ويلز من البحرية الملكية البريطانية لحراسة المدانين على متن الأسطول الأول إلى أستراليا وللحفاظ على «التبعية والاستقرار» في المستعمرة العقابية في نيوساوث ويلز.
في 4 مارس عام 1804، استدعي فيلق نيوساوث ويلز للعمل على إخماد تمرد المدانين في كاسل هيل. الذي يُعرف أيضًا باسم «التمرد الأيرلندي» وأحيانًا «معركة فينيغر هيل» الثانية في إشارة إلى الانتفاضة التي حدثت في أيرلندا أثناء التمرد الأيرلندي عام 1798، وكان تمردًا ضد السلطة الاستعمارية البريطانية حدث عندما حمل المدانون الأيرلنديون السلاح مع مئات أخرين، بقيادة فيليب كننغهام وويليام جونسون، في كاسل هيل وساروا نحو باراماتا، متوقعين الدعم من 1100 مدان من مستوطنة النهر في غرين هيلز، المسماة اليوم هوكسبيري. ردًا على ذلك، جرى إعلان الأحكام العرفية وانشقاق 56 رجلًا من فيلق نيوساوث ويلز تحت قيادة الرائد جورج جونستون، ساروا طوال الليل إلى باراماتا ثم لاحقوا المتمردين بالقرب من ضاحية سيدني الحديثة من روس هيل، حيث اشتبكوا مع قوة المتمردين الرئيسية المكونة من 230 إلى 260 رجلًا. وأعقب ذلك معركة بالأسلحة النارية بين جنود مسلحين ومدربين تدريبًا جيدًا وبين المحكوم عليهم ثم تفرق المتمردون بعدها. بحلول الوقت الذي جرت فيه مطاردة الهاربين في الأيام التالية، قُتل ما لا يقل عن 15 من المتمردين وأصيب ستة، بينما جرى القبض على 26 آخرين، وفقًا للسجلات الرسمية. ونفذ الإعدام شنقًا لتسعة متمردين فيما بعد.